# Velence
Velence ist eine ungarische Stadt im Kreis Gárdony im Komitat Fejér. In den letzten Jahren hat sich die Stadt zu einem bedeutenden Ort für den Tourismus entwickelt.

## Geografische Lage
Velence liegt 41 Kilometer südwestlich der Hauptstadt Budapest, 4 Kilometer nordwestlich der Kreisstadt Gárdony am nordöstlichen Rand des Velencer Sees. Nachbargemeinden sind Sukoró, Nadap, Kápolnásnyék, Besnyő und Pusztaszabolcs.

## Geschichte
Im Jahr 1913 gab es in der damaligen Großgemeinde 356 Häuser und 1.997 Einwohner auf einer Fläche von 6882 Katastraljochen. Sie gehörte zu dieser Zeit zum Bezirk Székesfehérvár im Komitat Fejér.

## Sehenswürdigkeiten
- Brunnen (Galambos ivókút), erschaffen 1966 von Magda Gádor
- Landhaus Meszleny-Wenckheim, erbaut 1888–1889 (seit 1987 Bücherei)
- Metallskulptur Életfa, erschaffen von Ágnes Péter
- Nepomuki-Szent-János-Statue aus dem 18. Jahrhundert, restauriert 2007
- Römisch-katholische Kirche Kalazanci Szent József
- Römisch-katholische Kirche Szent István király, erbaut 1827–1830

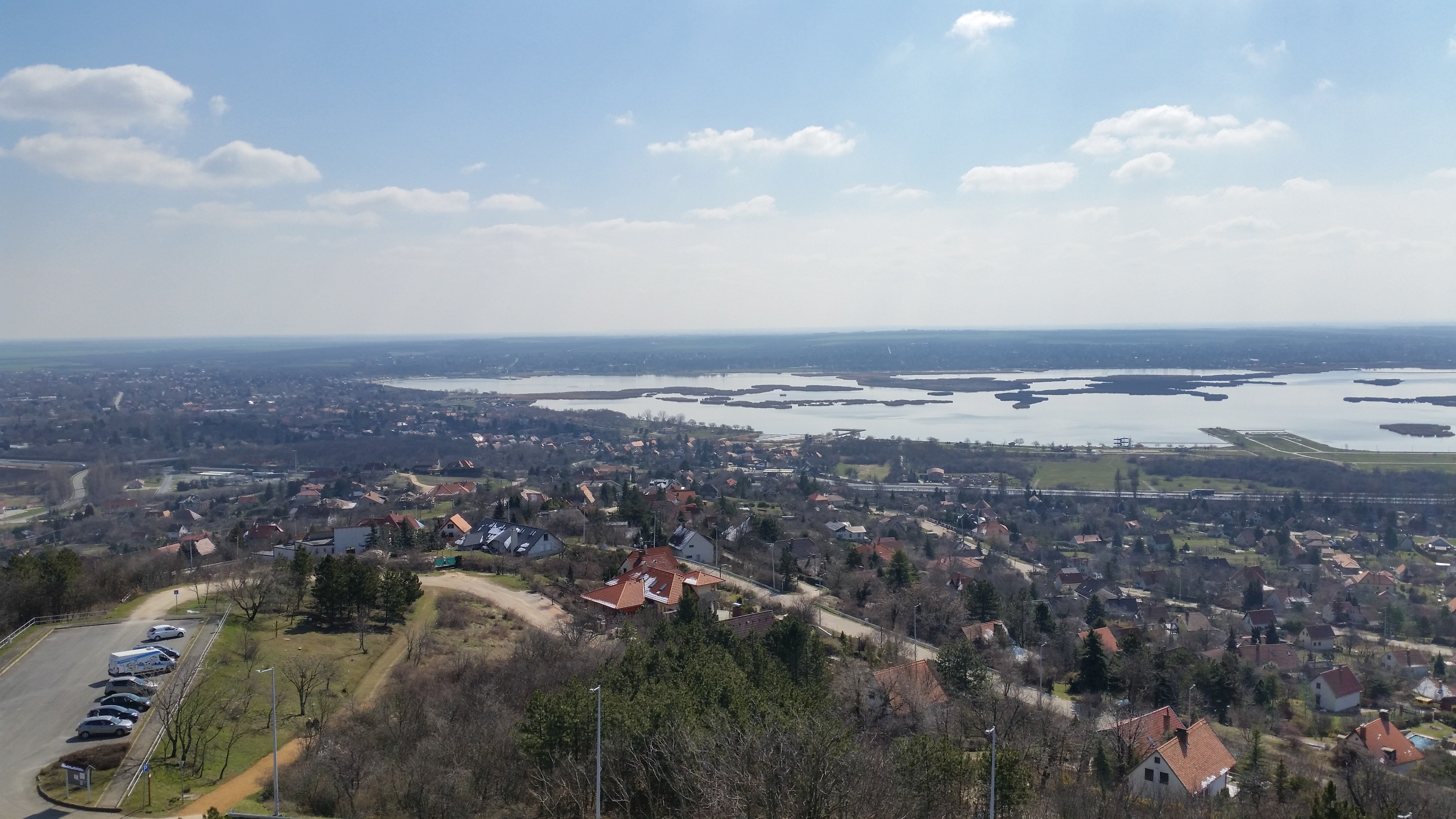
Blick auf Velence vom Bence-hegy
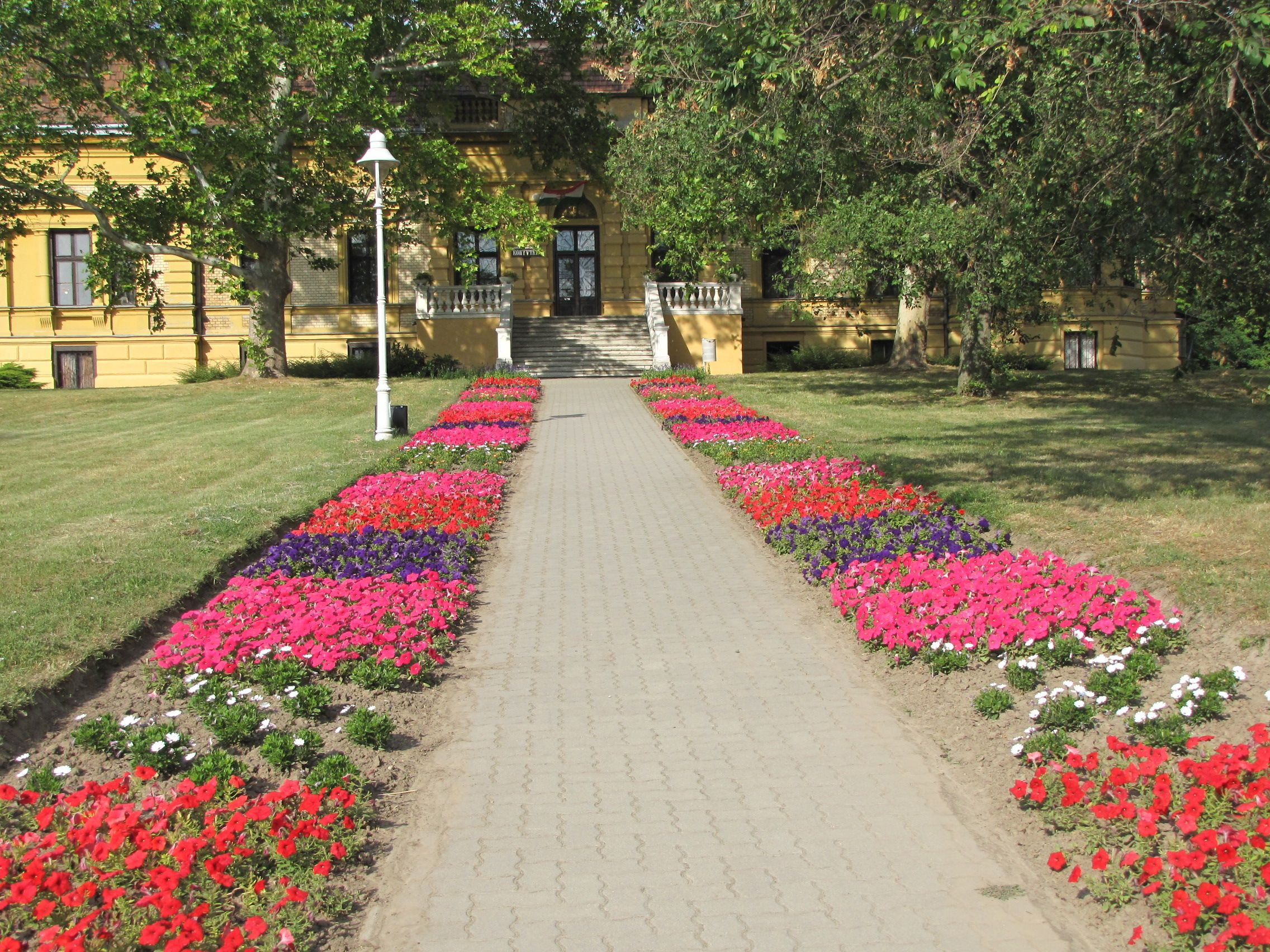
Landhaus Meszleny-Wenckheim
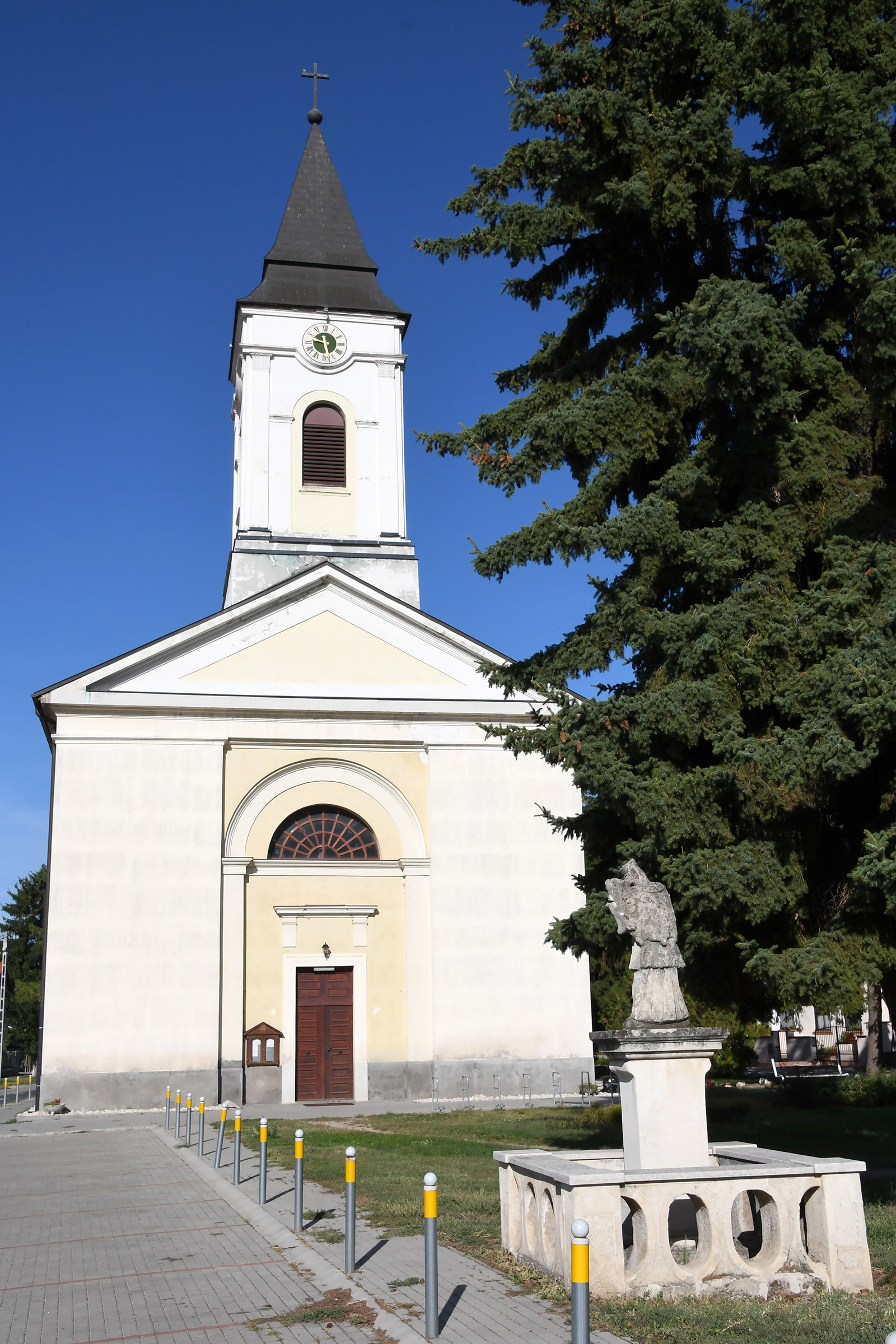
Kirche Kalazanci Szent József
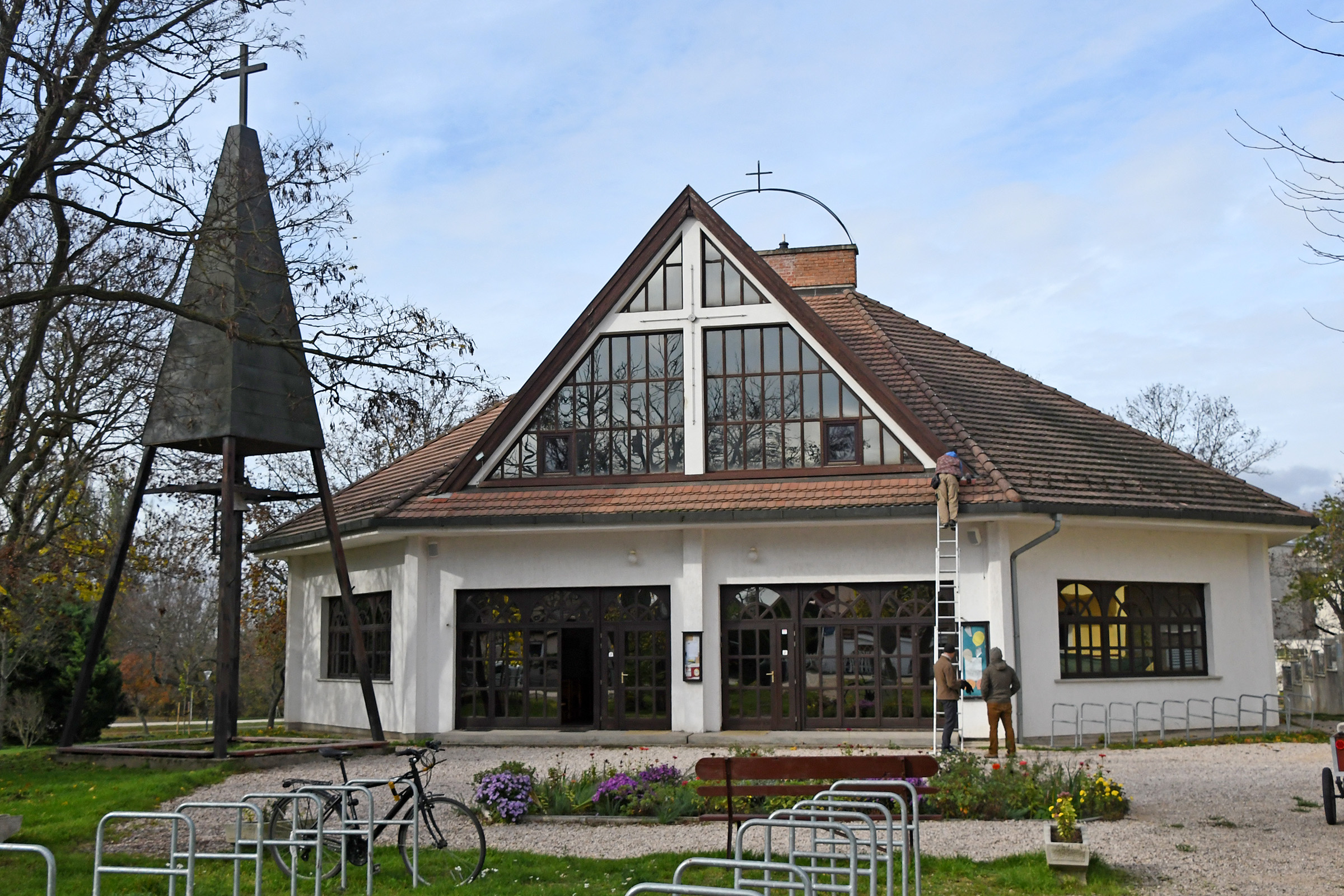
Kirche Kalazanci Szent József
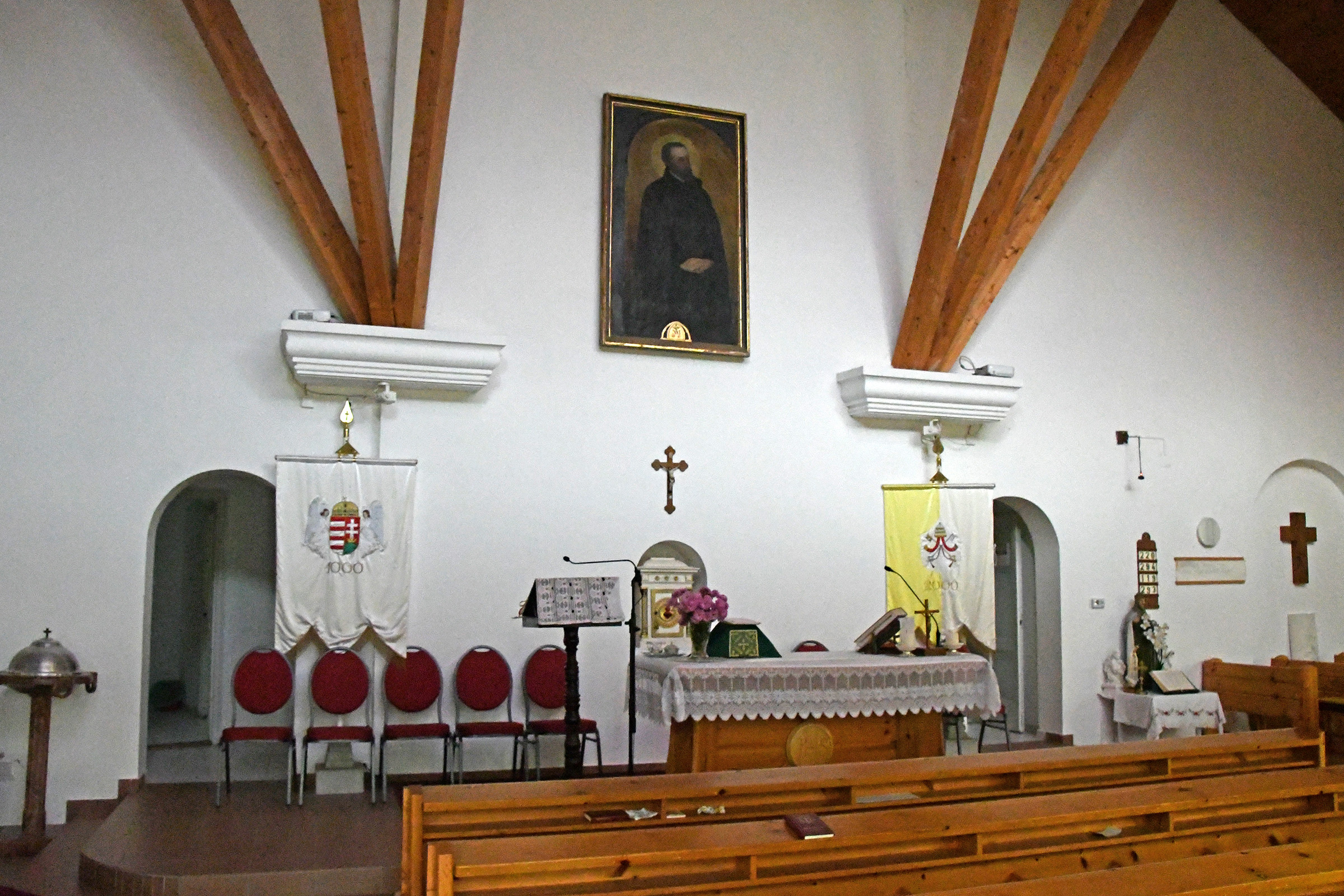
Innenraum der Kirche Kalazanci Szent József
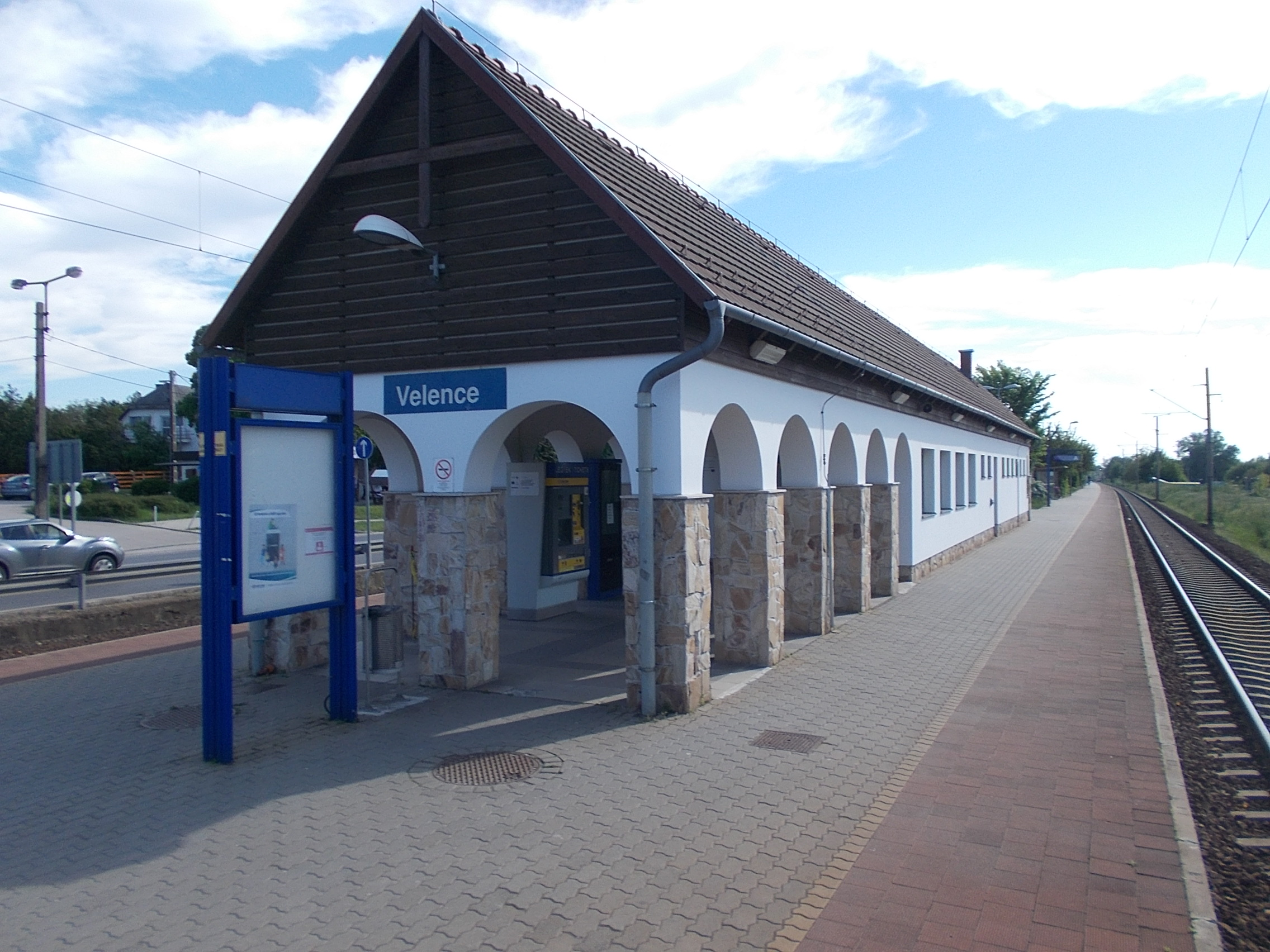
Bahnhofsgebäude

## Persönlichkeiten
- Gyula Meszlényi (1832–1905), römisch-katholischer Geistlicher, Bischof von Satu Mare 1887–1905